# Едвардсбург (Мичиген)
Едвардсбург (енгл. Edwardsburg) град је у америчкој савезној држави Мичиген.

## Демографија
По попису из 2010. године број становника је 1.259, што је 112 (9,8%) становника више него 2000. године.
| Група             | 2000.         | 2010.         |
| Белци             | 1.083 (94,4%) | 1.159 (92,1%) |
| Афроамериканци    | 2 (0,2%)      | 19 (1,5%)     |
| Азијати           | 2 (0,2%)      | 2 (0,2%)      |
| Хиспаноамериканци | 11 (1,0%)     | 40 (3,2%)     |
| Укупно            | 1.147         | 1.259         |